# María Isabel Rodríguez
María Isabel Rodríguez Rivero, meglio nota come Misa Rodríguez (Las Palmas de Gran Canaria, 22 luglio 1999), è una calciatrice spagnola, portiere del Real Madrid e della nazionale spagnola.

## Carriera

### Nazionale
Nel 2022 è stata convocata dalla nazionale spagnola per gli Europei. Nel 2023 viene convocata per il vittorioso mondiale disputato in Australia e Nuova Zelanda, manifestazione vinta dalle iberiche 1-0 sull'Inghilterra.

## Statistiche

### Cronologia presenze e reti in nazionale
| Cronologia completa delle presenze e delle reti in nazionale ― Spagna | Cronologia completa delle presenze e delle reti in nazionale ― Spagna | Cronologia completa delle presenze e delle reti in nazionale ― Spagna | Cronologia completa delle presenze e delle reti in nazionale ― Spagna | Cronologia completa delle presenze e delle reti in nazionale ― Spagna | Cronologia completa delle presenze e delle reti in nazionale ― Spagna | Cronologia completa delle presenze e delle reti in nazionale ― Spagna | Cronologia completa delle presenze e delle reti in nazionale ― Spagna |
| Data                                                                  | Città                                                                 | In casa                                                               | Risultato                                                             | Ospiti                                                                | Competizione                                                          | Reti                                                                  | Note                                                                  |
| --------------------------------------------------------------------- | --------------------------------------------------------------------- | --------------------------------------------------------------------- | --------------------------------------------------------------------- | --------------------------------------------------------------------- | --------------------------------------------------------------------- | --------------------------------------------------------------------- | --------------------------------------------------------------------- |
| 18-2-2021                                                             | Baku                                                                  | Azerbaigian                                                           | 0 – 13                                                                | Spagna                                                                | Qual. Euro 2022                                                       | -                                                                     |                                                                       |
| 13-4-2021                                                             | Alcorcón                                                              | Spagna                                                                | 3 – 0                                                                 | Messico                                                               | Amichevole                                                            | -                                                                     | 46’                                                                   |
| 16-9-2021                                                             | Tórshavn                                                              | Fær Øer                                                               | 0 – 10                                                                | Spagna                                                                | Qual. Mondiali 2023                                                   | -                                                                     |                                                                       |
| 20-2-2022                                                             | Norwich                                                               | Inghilterra                                                           | 0 – 0                                                                 | Spagna                                                                | Amichevole                                                            | -                                                                     |                                                                       |
| 2-9-2022                                                              | Las Rozas de Madrid                                                   | Spagna                                                                | 3 – 0                                                                 | Ungheria                                                              | Qual. Mondiali 2023                                                   | -                                                                     |                                                                       |
| 7-10-2022                                                             | Córdoba                                                               | Spagna                                                                | 1 – 1                                                                 | Svezia                                                                | Amichevole                                                            | -1                                                                    |                                                                       |
| 12-10-2022                                                            | Pamplona                                                              | Spagna                                                                | 2 – 0                                                                 | Stati Uniti                                                           | Amichevole                                                            | -                                                                     |                                                                       |
| 15-11-2022                                                            | Siviglia                                                              | Spagna                                                                | 1 – 0                                                                 | Giappone                                                              | Amichevole                                                            | -                                                                     |                                                                       |
| 19-2-2023                                                             | Sydney                                                                | Australia                                                             | 3 – 2                                                                 | Spagna                                                                | Amichevole                                                            | -3                                                                    |                                                                       |
| 6-4-2023                                                              | Ibiza                                                                 | Spagna                                                                | 4 – 2                                                                 | Norvegia                                                              | Amichevole                                                            | -2                                                                    |                                                                       |
| 11-4-2023                                                             | Ibiza                                                                 | Spagna                                                                | 3 – 0                                                                 | Cina                                                                  | Amichevole                                                            | -                                                                     |                                                                       |
| 29-6-2023                                                             | Avilés                                                                | Spagna                                                                | 7 – 0                                                                 | Panama                                                                | Amichevole                                                            | -                                                                     |                                                                       |
| 5-7-2023                                                              | Copenaghen                                                            | Danimarca                                                             | 0 – 2                                                                 | Spagna                                                                | Amichevole                                                            | -                                                                     |                                                                       |
| 21-7-2023                                                             | Wellington                                                            | Spagna                                                                | 3 – 0                                                                 | Costa Rica                                                            | Mondiali 2023 - 1º turno                                              | -                                                                     |                                                                       |
| 26-7-2023                                                             | Auckland                                                              | Spagna                                                                | 5 – 0                                                                 | Zambia                                                                | Mondiali 2023 - 1º turno                                              | -                                                                     |                                                                       |
| 31-7-2023                                                             | Wellington                                                            | Giappone                                                              | 4 – 0                                                                 | Spagna                                                                | Mondiali 2023 - 1º turno                                              | -4                                                                    |                                                                       |
| 31-10-2023                                                            | Zurigo                                                                | Svizzera                                                              | 1 – 7                                                                 | Spagna                                                                | UEFA Women's Nations League 2023-2024 - 1º turno                      | -1                                                                    |                                                                       |
| 5-12-2023                                                             | Malaga                                                                | Spagna                                                                | 5 – 3                                                                 | Svezia                                                                | UEFA Women's Nations League 2023-2024 - 1º turno                      | -3                                                                    |                                                                       |
| 5-4-2024                                                              | Heverlee                                                              | Belgio                                                                | 0 – 7                                                                 | Spagna                                                                | Qual. Euro 2025                                                       | -                                                                     |                                                                       |
| 9-4-2024                                                              | Burgos                                                                | Spagna                                                                | 3 – 1                                                                 | Rep. Ceca                                                             | Qual. Euro 2025                                                       | -1                                                                    |                                                                       |
| 4-6-2024                                                              | Tenerife                                                              | Spagna                                                                | 3 – 2                                                                 | Danimarca                                                             | Qual. Euro 2025                                                       | -2                                                                    |                                                                       |
| 12-7-2024                                                             | Chomutov                                                              | Rep. Ceca                                                             | 2 – 1                                                                 | Spagna                                                                | Qual. Euro 2025                                                       | -2                                                                    | 50’                                                                   |
| 31-7-2024                                                             | Bordeaux                                                              | Brasile                                                               | 0 – 2                                                                 | Spagna                                                                | Olimpiadi 2024 - 1º turno                                             | -                                                                     | 75’                                                                   |
| Totale                                                                |                                                                       | Presenze                                                              | 23                                                                    |                                                                       | Reti                                                                  | -19                                                                   |                                                                       |

## Palmarès

### Club

#### Competizioni nazionali
- Campionato spagnolo: 2

Atlético Madrid: 2017-2018, 2018-2019

### Nazionale
- UEFA Women's Nations League: 1

2023-2024
- Campionato mondiale: 1

2023
- Campionato d'Europa under 19: 1

2017